# DJ日本史
『DJ日本史』（ディージェイにほんし）とは、NHKラジオ第1で、2013年4月からスタートした日本史を題材としたラジオ番組である。

## 概要
歴史上の人物のものまねで知られる松村邦洋、歴史に詳しすぎる女優・タレントの堀口茉純とミュージシャン・DJで中学の社会科の教員免許を持つ川久保秀一の３人で様々なテーマについてリスナーからの人気投票を行い、それに基づいて歴史のトリビアを紹介する、歴史エンターテイメント番組である。
2012年5月3日、2012年8月5日、2012年11月23日の3回、「歴史バラエティ DJ日本史」として生放送され、レギュラー化された。
また、2017年1月15日12:15-15:30(正時前後に中断ニュースあり)に、浜松駅付近の浜松出世の館よりスピンオフ特番『井伊ね! 直虎ジオ』（司会：関口泰雅アナウンサー）を生放送した。

## 放送時間
- 最終週を除く日曜 13:05 - 13:55 （JST）（2022年4月10日-2023年3月19日）
- 日曜 16:05 - 16:55 （JST）（2018年4月8日-2022年4月3日、2023年4月9日-）[注 3]
- 月曜 20:05 - 20:55（JST）[注 4][注 5]（2017年4月3日-2018年3月19日）
- 隔週月曜 21:05 - 21:55（JST）[注 4]（2013年4月1日-2017年3月27日）

パイロット版
| 回数 | 放送日時                                  | テーマ                                 | 備考                                    |
| ---- | ----------------------------------------- | -------------------------------------- | --------------------------------------- |
| 1    | 2012年5月3日 21:05 - 23:00（JST）         | 将軍                                   | SGN48（歴代将軍48名）からベスト10を発表 |
| 2    | 2012年8月5日 15:05 - 16:55（JST）[14][15] | 城                                     | 大阪城天守閣から生放送                  |
| 3    | 2012年11月23日 16:05 - 16:55（JST）[16]   | 三英傑（織田信長・豊臣秀吉・徳川家康） | 長浜市黒壁スクエア曳山博物館から生放送  |

## パーソナリティ
- 松村邦洋[1]
- 堀口茉純[10][1]
- 川久保秀一（進行役）

## 関連番組
- 歴史秘話ヒストリア（パイロット版2回目の制作協力・NHK大阪放送局の製作する歴史番組）
- タイムスクープハンター
- 歴史にドキリ[17]

隔週で放送されていたもう一つの番組
- 語りの劇場 グッとライフ（2013年8月5日や2014年8月4日に当番組とのコラボ特番を放送）